# 特謝羅波利斯
特謝羅波利斯（葡萄牙語：Teixeirópolis），是巴西的城鎮，位於該國西北部，由朗多尼亞州負責管轄，始建於1994年6月22日，面積459平方公里，海拔高度260米，2010年人口4,893，人口密度每平方公里10.64人。
10°55′3″S 62°14′58″W / 10.91750°S 62.24944°W